# Lezaeta
Lezaeta és una localitat navarra, part del concejo d'Azpirotz-Lezaeta, al municipi de Larraun, a la comarca de Leitzaldea de la Merindad de Pamplona. Es troba a 42,2 km de Pamplona.
El 2014 tenia 12 habitants.